# پای خرس نرم
پای خرس نرم (نام علمی: Acanthus mollis) نام یکی از گونه‌های سردهٔ پای خرس است. گیاهی دارای ریزوم زیرزمینی است.
پای خرس نرم گل ملی کشور یونان است.

## نگارخانه

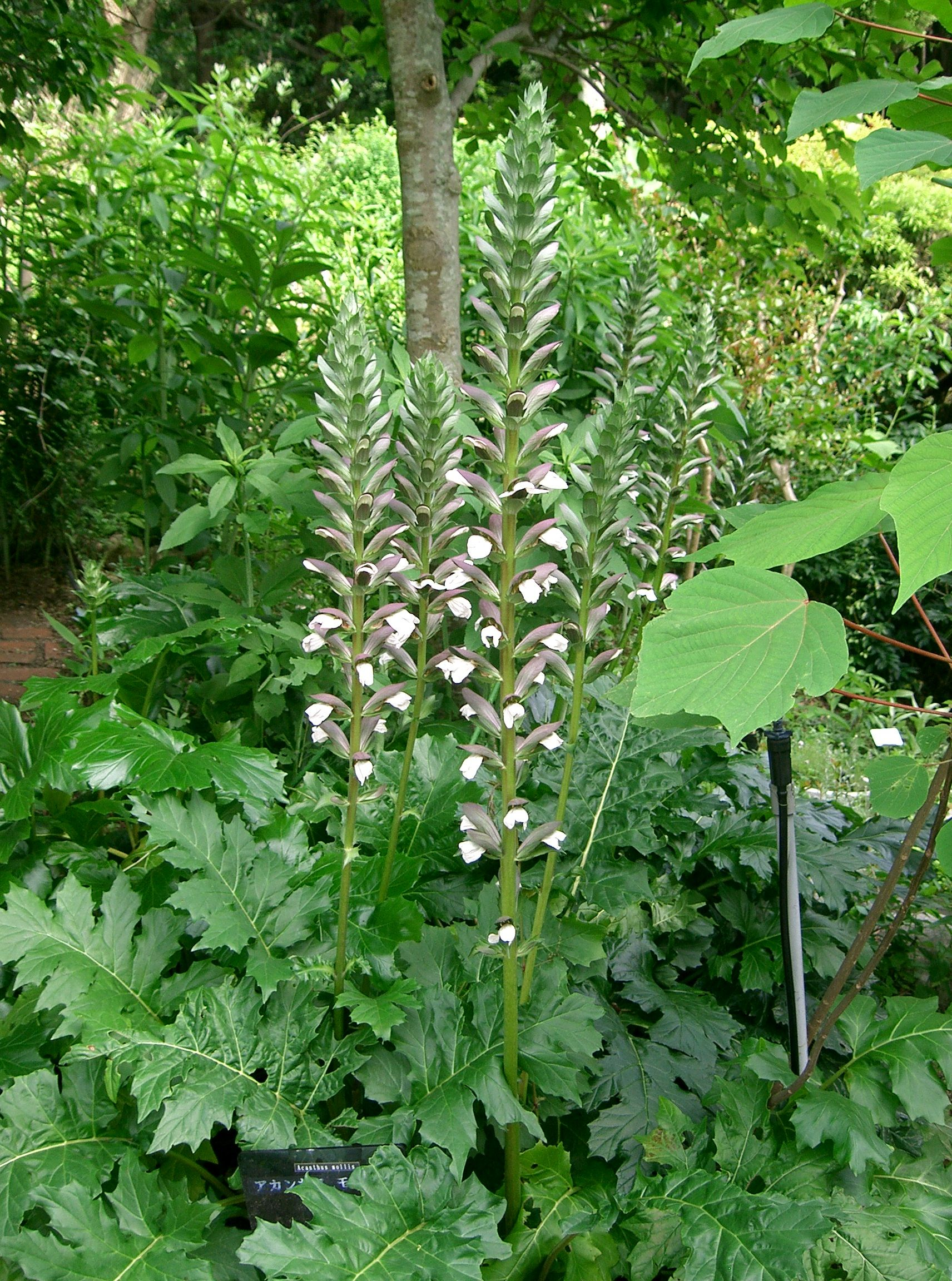
Acanthus mollis
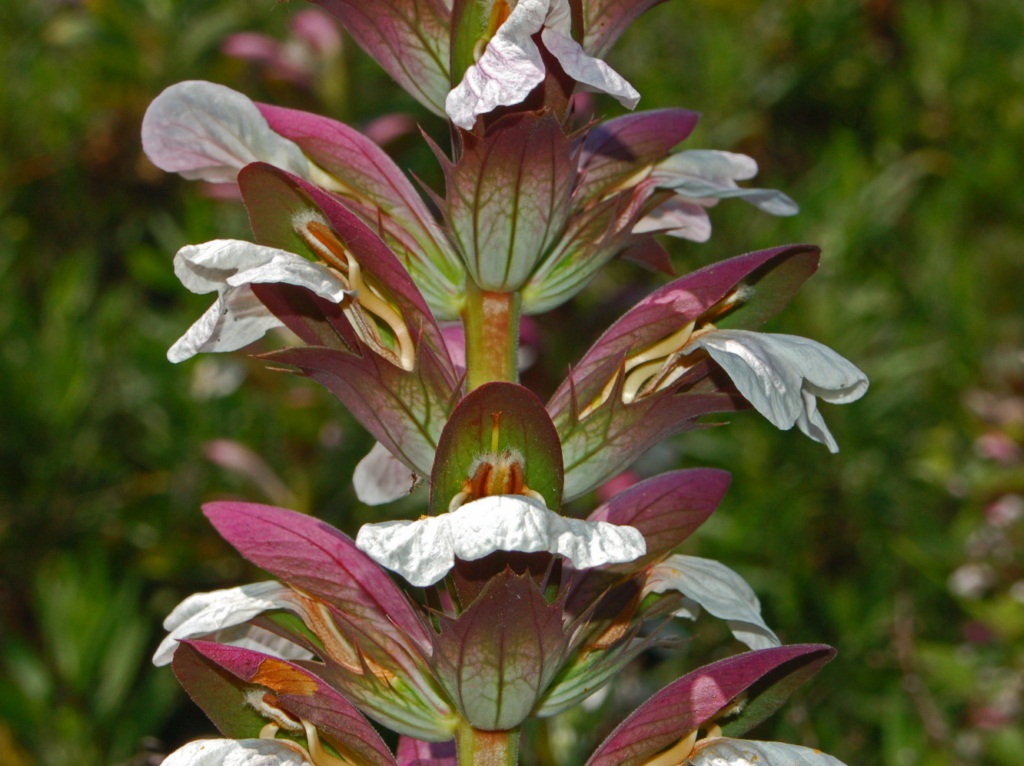
Acanthus mollis
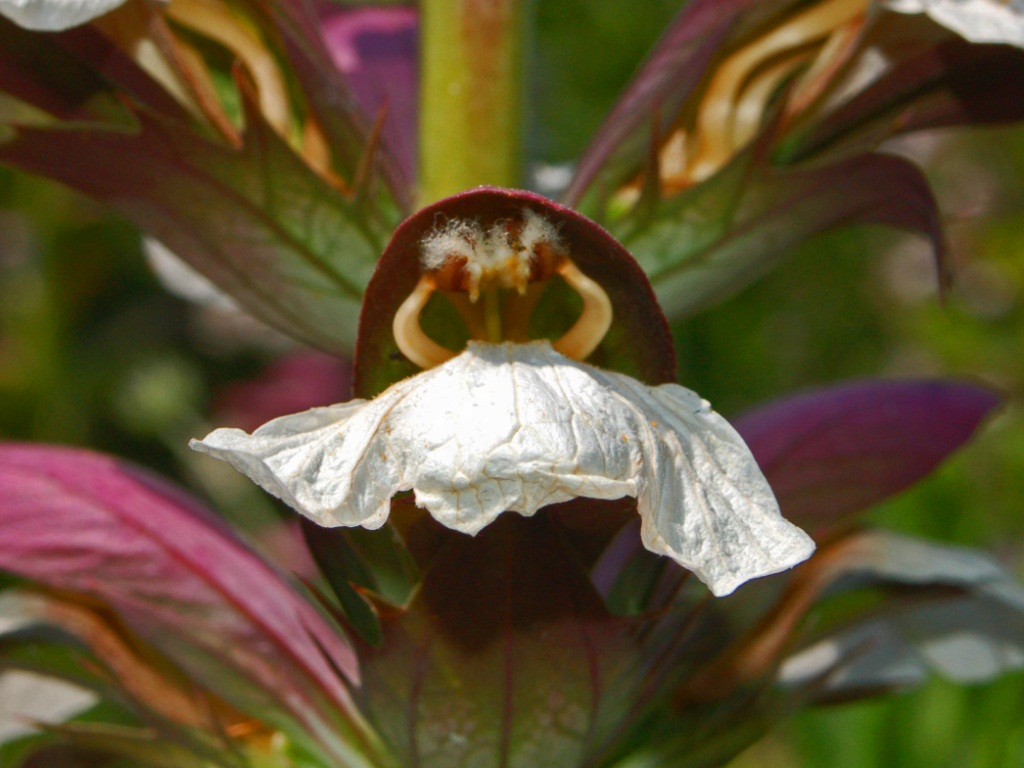
Acanthus mollis
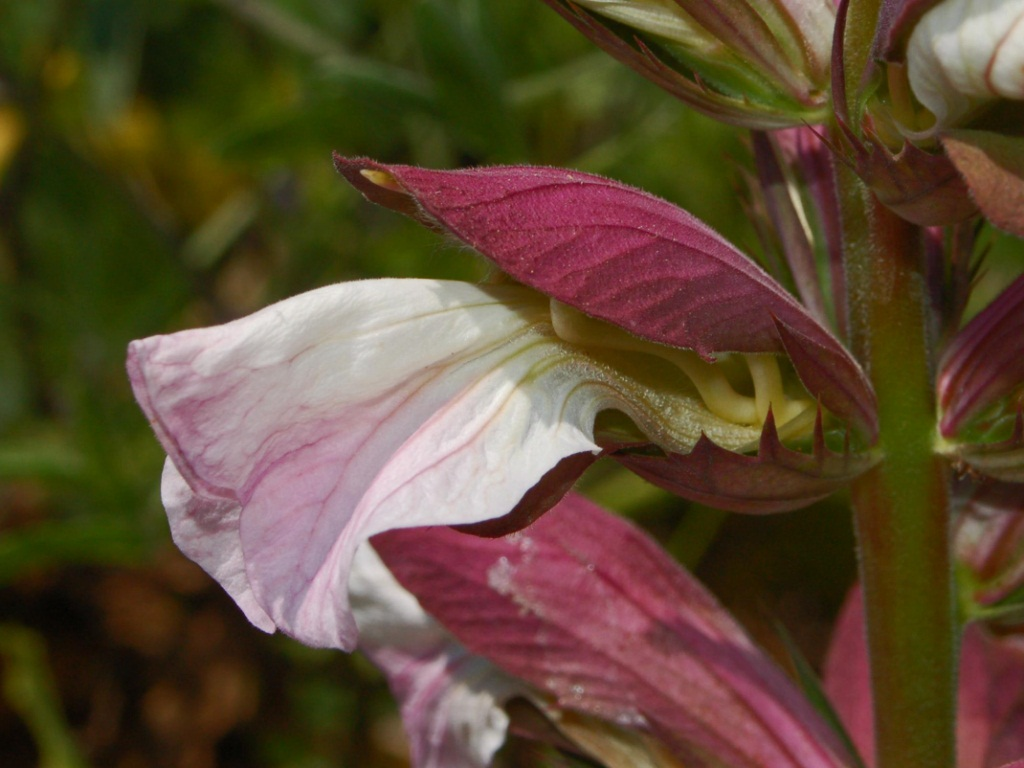
از نمای نزدیک Acanthus mollis
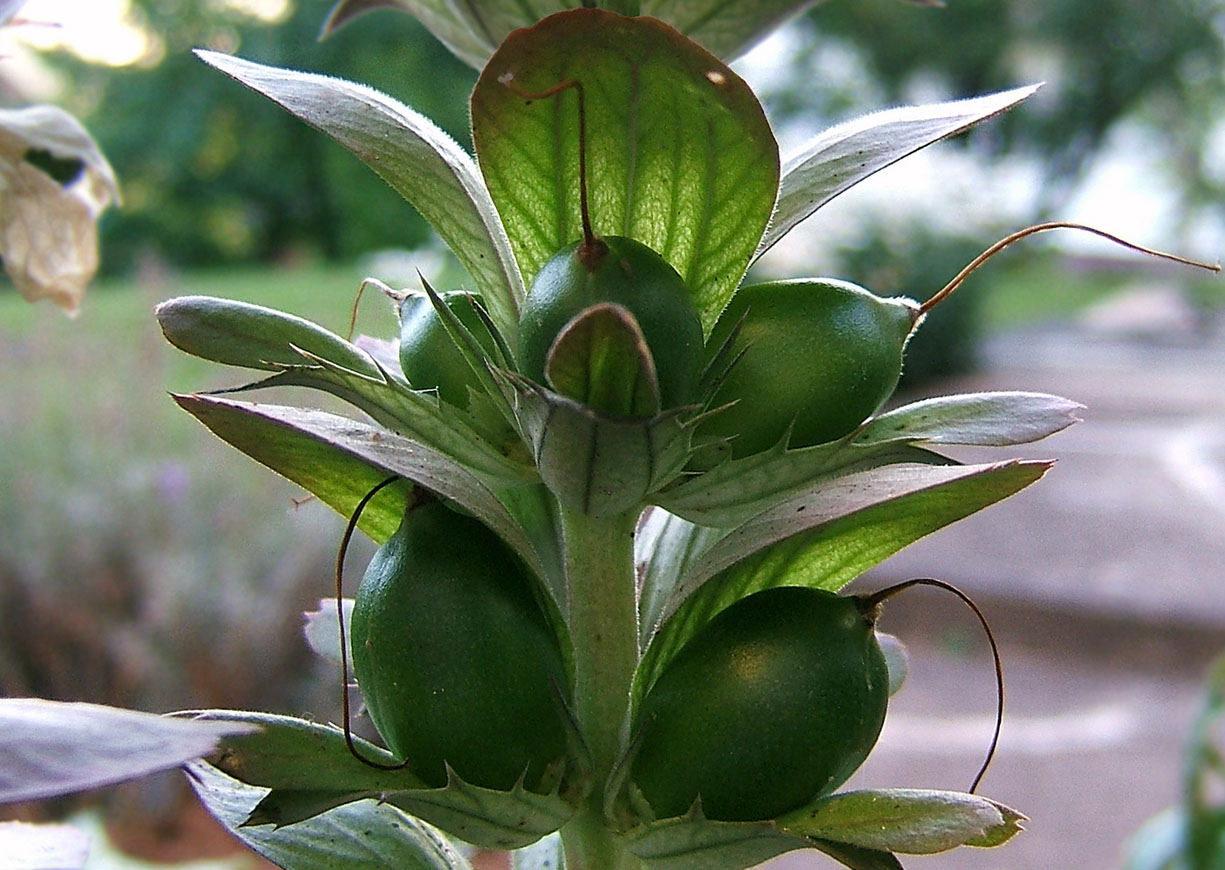
میوهٔ Acanthus mollis
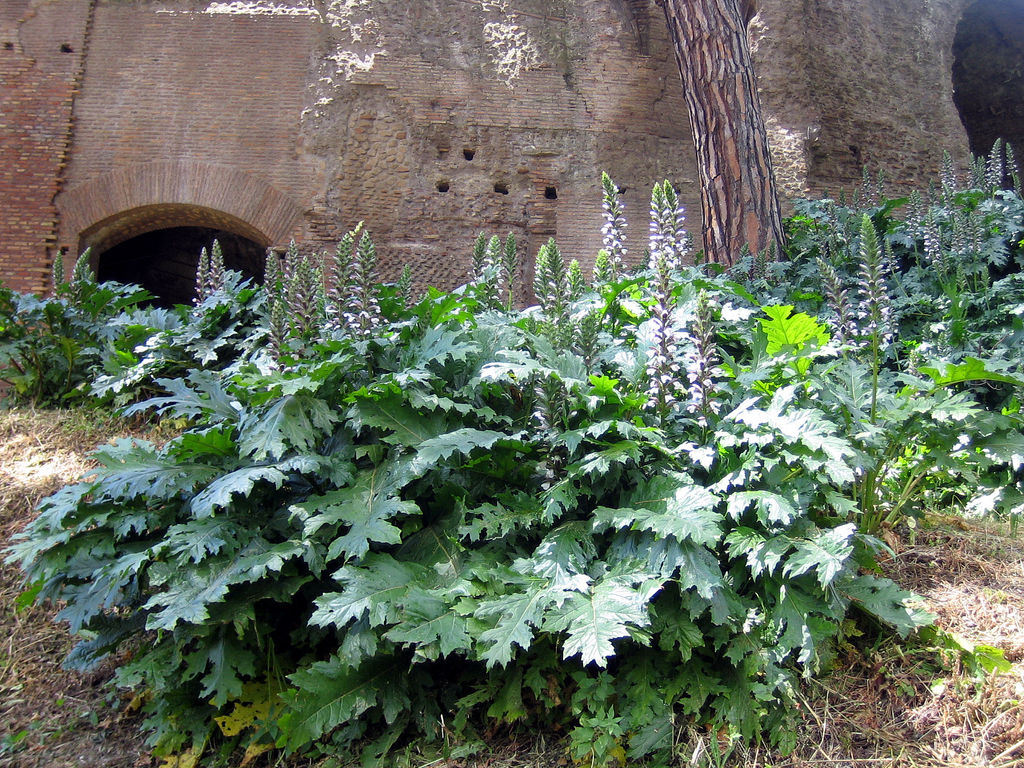
پالاسیوم, روم
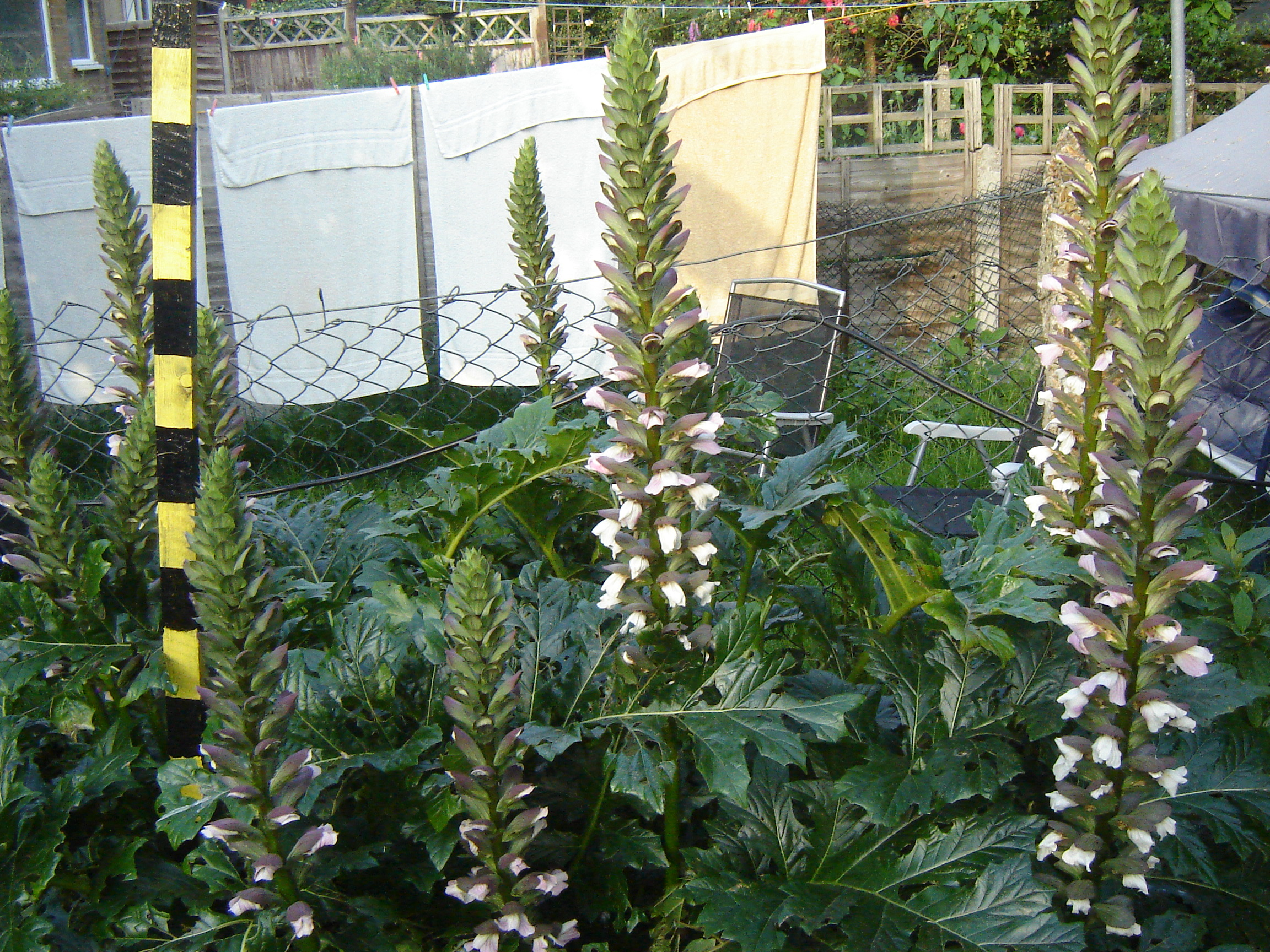
در لندن
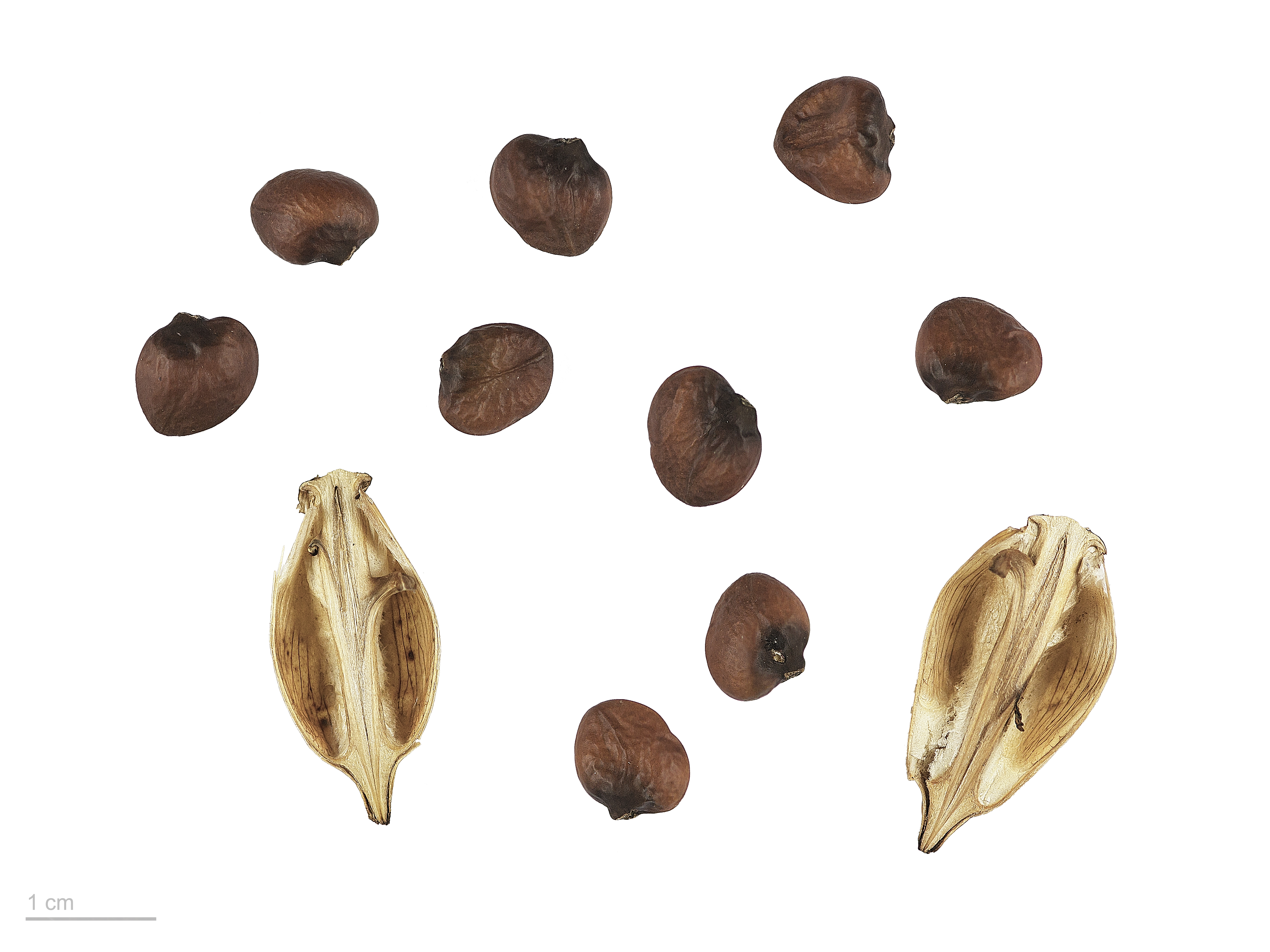
Acanthus mollis - Museum specimen